# Napój miłosny (opera)
Napój miłosny (tytuł oryginalny L’elisir d’amore) – opera komiczna w 2 aktach, włoskiego kompozytora Gaetano Donizettiego z librettem Felice Romani.

## Osoby
- Adina – sopran
- Nemorino – tenor
- Dulcamara – bas
- sierżant Belcore – baryton
- Gianetta, praczka – sopran
- Żołnierz – bas

poza tym: notariusz, wieśniacy i wieśniaczki, żołnierze, orkiestra wojskowa

## Treść

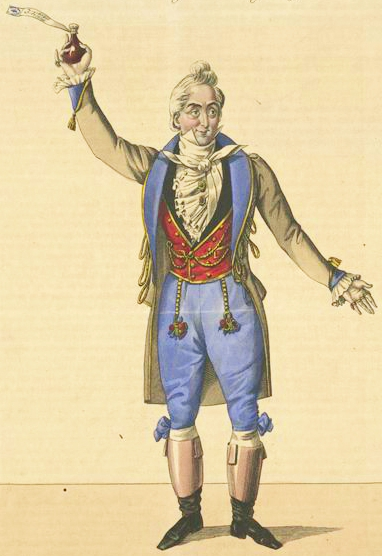
Giuseppe Frezzolini jako Dulcamara

Akcja rozgrywa się około roku 1815. Opera przedstawia perypetie miłosne biednego wieśniaka Nemorina, który stara się o względy pięknej Adiny. Ona wyśmiewa jego stałość i tłumaczy mu, że jest zbyt zmienna i kapryśna, żeby kogokolwiek pokochać na całe życie. Gdy do wsi przybywają żołnierze, ich dowódca, zarozumiały sierżant Belcore oświadcza się dziewczynie, doprowadzając tym Nemorina do rozpaczy. Aby zdobyć jej przychylność, kupuje u wędrownego znachora Dulcamary napój miłosny, mający zapewnić mu powodzenie u dziewcząt, w rzeczywistości jest to zwykła butelka wina. Pozorna obojętność Nemorina doprowadza Adinę do przyjęcia oświadczyn sierżanta. Nemorino, aby zdobyć pieniądze na następną butelkę napoju miłosnego, zaciąga się do wojska. Nemorino jeszcze nie wie, że umarł jego bogaty wuj, zostawiając mu spadek. Jednak dowiadują się o tym miejscowe dziewczęta i zaczynają okazywać młodzieńcowi względy. On przypisuje to działaniu magicznego napoju. Kiedy Adina dowiaduje się, że Nemorino zaciągnął się do wojska z miłości do niej, oddaje pieniądze sierżantowi i przestaje ukrywać swoje uczucia. W finale Dulcamara sprzedaje wszystkim swój napój miłosny, który okazał się tak skuteczny.

## Historia utworu
Prapremiera odbyła się w Mediolanie, w Teatro della Canobbiana, 12 maja 1832. Premiera polska miała miejsce we Lwowie, w Teatrze Miejskim, 10 marca 1838
Sławne arie i melodie:
- Quanto è bella, quanto è cara (Nemorino), I akt
- Udite, udite, o rustici (Dulcamara), I akt
- Venti scudi? (Belcore & Nemorino), II akt
- aria Nemorina - Una furtiva lagrima, II akt